# Омега¹ Водолея
Омега¹ Водолея (лат. ω¹ Aquarii), 102 Водолея (лат. 102 Aquarii), HD 222345 — одиночная звезда в созвездии Водолея на расстоянии приблизительно 138 световых лет (около 42 парсеков) от Солнца. Видимая звёздная величина звезды — +4,977m. Возраст звезды оценивается как около 600 млн лет.

## Характеристики
Омега¹ Водолея — белый субгигант спектрального класса A7IV. Масса — около 1,83 солнечной, радиус — около 2,46 солнечных, светимость — около 16 солнечных. Эффективная температура — около 7516 К.